# Río Rupumeica
El río Rupumeica  es un curso de agua que nace en la cordillera de los Andes y atraviesa a las comunas de Futrono y Lago Ranco hasta desembocar en el río Hueinahue, en el sur de Chile.

## Trayecto
Según el mapa de 1909, nace en el portezuelo Lago Hermoso en la Cordillera de Los Andes y en su trayecto el río recibe las aguas del río Cajón Negro y desemboca en el río Hueinahue. El río fluye en dirección este-oeste a lo largo de la Falla Futrono.

## Historia
Luis Risopatrón lo describe en su Diccionario Jeográfico de Chile en 1924 sobre el río:: 238 
Rupumeica (Rio) 40° 21' 71° 50' Recibe las aguas de la falda W del cordón limitáneo con la Arjentina, corre hacia el W i se vácia en el rio Hueinahuc, del lago de Maihue. 134; i 156.